# Изображение (математика)
Вижте пояснителната страница за други значения на Изображение.
Изображение в математиката е всяко съответствие между елементи на две множества.
Означаваме изображението {\displaystyle f} от множеството {\displaystyle A} в множеството {\displaystyle B} по следния начин:
{\displaystyle f:A\rightarrow B}.
Изображението на множеството {\displaystyle A} е дефинирано в множеството {\displaystyle B} ако за произволен елемент {\displaystyle a\in A}, е съпоставен точно един елемент {\displaystyle b\in B}. Елементът {\displaystyle b} се нарича образ на елемента {\displaystyle a}, а елементът {\displaystyle a} – първообраз на {\displaystyle b}. Записваме:
{\displaystyle b=R(a)},
при което a се нарича първообраз, а f(a) – образ под изображението f.
Специални случаи на изображение са инекцията, сюрекцията и биекцията, които нагледно могат да се обяснят със следните илюстрации на изображения от Х към Y:
|  |  |
|  |  |